# Dekanat Jasło Wschód
Dekanat Jasło Wschód – dekanat diecezji rzeszowskiej.
Dekanat składa się z 12 parafii:
- Czeluśnica, św. Maksymiliana Kolbe,
- Glinik Polski, św. Józefa Robotnika,
- Jasło, Dobrego Pasterza,
- Jasło, MB Częstochowskiej,
- Jasło, św. Antoniego Padewskiego,
- Jasło, św. Stanisława,
- Jasło, Chrystusa Króla,
- Jasło, Wniebowzięcia NMP,
- Jaszczew, Podwyższenia Krzyża Świętego,
- Szebnie, św. Marcina,
- Tarnowiec, Narodzenia NMP,
- Warzyce, św. Wawrzyńca.